# Harriet Quimby
Pour les articles homonymes, voir Quimby.
Harriet Quimby, née le 11 mai 1875 à Arcadia Township (en) (comté de Manistee, Michigan) et décédée le 1er juillet 1912 à Squantum (en) (Quincy, Massachusetts), est une pionnière de l'aviation, journaliste et scénariste américaine.

## Biographie

### Origine familiale et enfance
William Quimby et Ursula Cook arrivent dans l'État de Michigan en 1859, en provenance de l'État de New York. Ils se marient à Ovid le 9 octobre 1859 et s'établissent près de Coldwater, la mère de William vivant à proximité. Une première fille, Jenny naît en 1861, mais William doit quitter son foyer pour servir dans l'armée de l'Union pendant la Guerre de Sécession. À l'issue de celle-ci, il demande à bénéficier du Homestead Act ; 160 acres de terres lui sont officiellement attribués en janvier 1868, dans le civil township d'Arcadia, où la famille s'est transportée en 1867. Ursula y développe l'usage des herbes médicinales et se met à fabriquer, puis à vendre, des médicaments à base de plantes. À la naissance d'Harriet, le 11 mai 1875, le couple a déjà perdu trois enfants : il ne reste à Harriet qu'une sœur aînée, Helen dite « Kittie », née en 1870. La famille abandonne la ferme à la fin des années 1880 pour s'établir en Californie, d'abord à Arroyo Grande puis dans la région de San Francisco.

### Journaliste
Harriet Quimby commence sa carrière de journaliste en 1902, en écrivant pour la San Francisco Dramatic Review et en contribuant aux éditions dominicales du San Francisco Chronicle et du San Francisco Call, avant de s'établir à New York en 1903 et de devenir, en 1905, collaboratrice à temps plein du Frank Leslie's Illustrated Newspaper, entre autres comme critique de théâtre. Avant de s'intéresser à l'aviation, elle se passionne déjà pour la vitesse en devenant une des premières femmes « chauffeuses d'automobile ».

### Scénariste
Elle fait la connaissance, à San Francisco en 1900, de Linda Arvidson, qui devait épouser en 1906 D. W. Griffith. Harriet Quimby tient un rôle secondaire dans un film de Griffith en 1909 et signe le scénario de cinq de ses films en 1911.

### Première femme pilote brevetée aux États-Unis

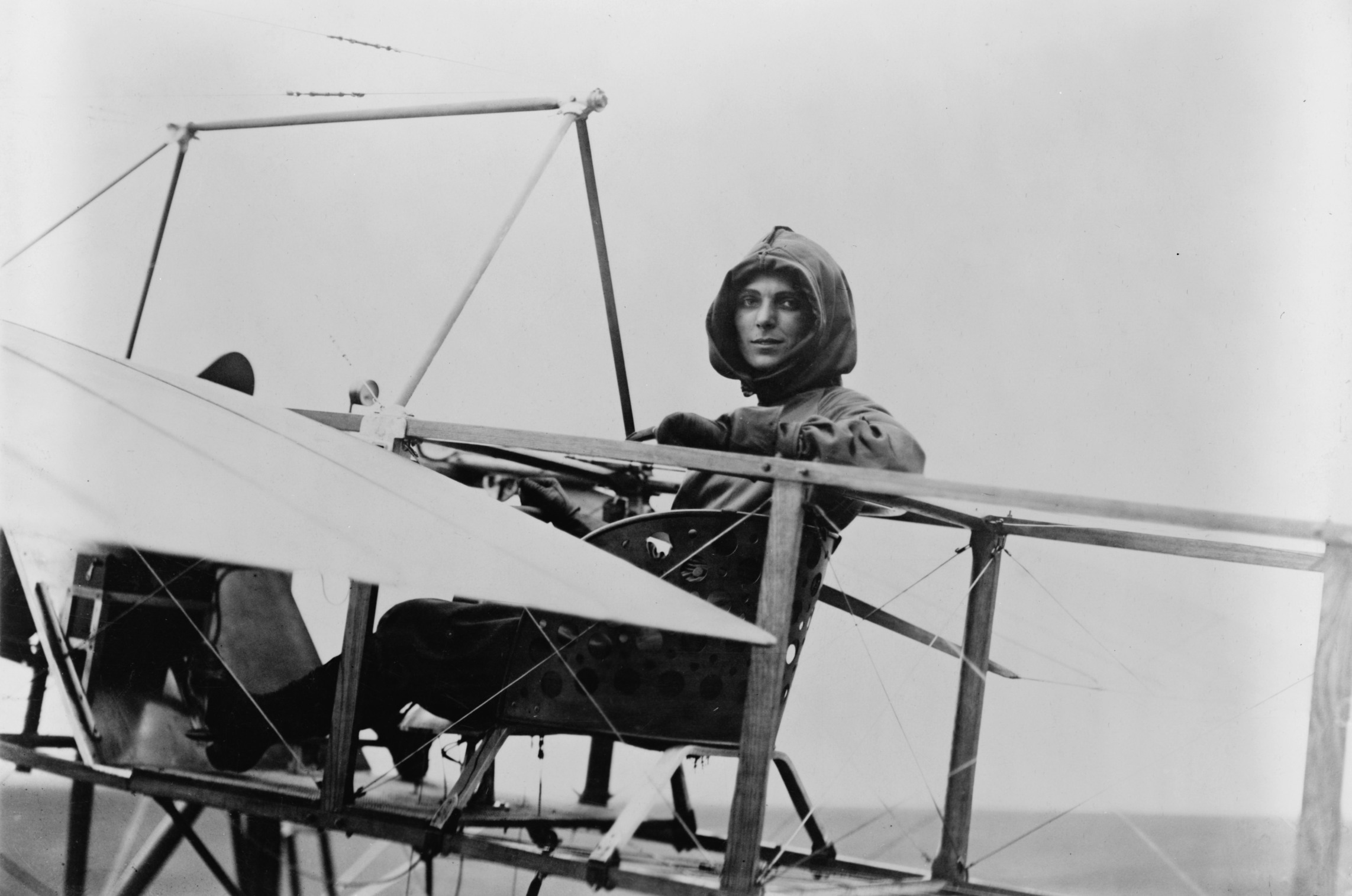
Harriet Quimby dans le monoplan avec lequel elle a appris à piloter.

À l'occasion de la couverture du meeting aérien de Belmont Park, à New York, en octobre 1910, elle rencontre John Moisant et prend la résolution de devenir elle-même pilote. La mort accidentelle de Moisant, aux commandes de son Blériot le 31 décembre 1910, ne la fait pas reculer et c'est en compagnie de la sœur de John, Matilde Moisant, qu'elle entame sa formation au mois de mai 1911, incognito jusqu'à ce qu'un courant d'air ne dévoile son visage connu à un passant. La presse révèle alors qu'une « femme en pantalon » prend des leçons de pilotage à l'école Moisant de Garden City. Dévoilée, elle déclare en riant qu'« il n'y a pas plus de danger en avion que dans une automobile rapide et que c'est beaucoup plus amusant ».
Elle obtient son brevet de pilote, le premier délivré à une femme par l'Aero Club of America (en), le 1er août 1911 (Matilde obtiendra le 13 août le second),. Harriet Quimby enchaîne alors quelques jolies performances, réalisant par exemple le premier vol de nuit effectué par une femme, à la fête foraine de Staten Island, en septembre 1911. Toujours soucieuse de son élégance, elle se fait faire une tenue de vol tout d'une pièce, avec capuche, en laine revêtue de satin violet, qui deviendra son signe distinctif. Cette image d'elle est reprise par les affiches publicitaires de la marque de soda au raisin Vin Fiz, qui, avant elle, avait déjà parrainé l'aviateur Calbraith Perry Rodgers.

### Traversée de la Manche
Moins d'un an après l'obtention de son brevet, elle devient, le 16 avril 1912, la première femme à traverser la Manche aux commandes d'un avion, partant du terrain d’aviation de Whitfield, près de Douvres, et se posant sur la plage d'Équihen,,,. Elle réalise cette performance sur un Blériot XI monoplace équipé d’un moteur Gnome de 50 chevaux, qu'a accepté de lui prêter Louis Blériot.
Elle fait d'abord expédier l'avion à Hardelot, où Blériot avait un terrain d'entraînement, avec l'intention de se familiariser avec un système de commandes un peu différent de celui des Blériot XI dont elle avait l'habitude aux États-Unis, mais le vent soufflant en tempête interdit toute sortie. Pour tenir son engagement envers le Daily Mirror, et pour éviter qu'une trop longue attente ne compromette le secret de son entreprise, elle se résout à expédier son avion à Douvres sans l'avoir essayé. Le 14 avril 1912 le temps à Douvres était idéal pour voler mais Harriet Quimby s'était fait une règle de ne pas voler le dimanche. Gustav Hamel en profite néanmoins pour essayer l'avion et parfaire la mise au point du moteur. Le vent forcit à nouveau le lundi, interdisant tout essai, et c'est finalement le mardi 16, à 5 h 30, qu'Harriet s'élance au-dessus de la Manche, bien que des bancs de brume cachent à moitié le château de Douvres, sans expérience préalable de la navigation au compas et dans un avion avec lequel elle vole pour la première fois. Bien que pâtissant, dans l'actualité, de la concurrence constituée par le naufrage du Titanic, sa traversée victorieuse est saluée à la une des journaux français,,.

### Accident fatal

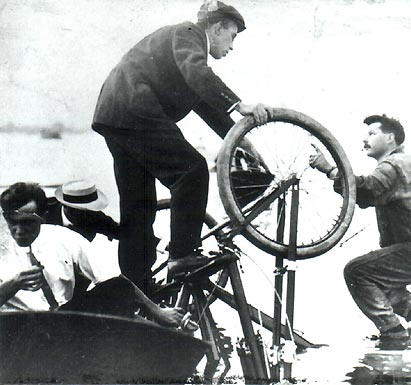
L'épave de l'avion de Quimby après son accident fatal.

Harriet Quimby périt avec son passager William Willard dans l'accident du Blériot XI 2 qu'elle pilote le 1er juillet 1912. Les spectateurs du 3e meeting annuel de l'aviation de Boston, auquel elle participe, à Quincy, voient l'avion, qui a effectué sans encombre l'aller-retour au phare de Boston Light et qui revient à grande vitesse, piquer brutalement et Willard puis Quimby en être éjectés, avant de tomber dans l'estuaire du fleuve Neponset,,, à quelques mètres du rivage. D'après le New York Times, il faut plusieurs minutes pour extirper les corps du fond de l'eau et les débarrasser de la vase dont ils sont couverts avant de pouvoir les examiner, mais d'autres sources rapportent qu'ils font surface immédiatement. Les photographies prises au moment où le corps d'Harriet Quimby est ramené sur la terre ferme, qui ne semblent montrer aucune trace de vase, font pencher pour la deuxième version. Les secouristes ne peuvent, de toute façon, que constater le décès des deux aviateurs.
Les causes de l'accident donnent lieu à de multiples supputations : non-port de ceintures de sécurité (Glenn Martin, Paul Peck), quoique le New York Times et le Globe croient savoir que Miss Quimby avait bien bouclé devant elle une sangle qui laissait entre elle et son dossier « un peu moins d'un pied » ; « trou d'air » (G. Martin) ; vitesse excessive, dont les effets, dans un avion dépourvu de pare-brise, auraient mis une « femme délicate » (L. Beachey (en)) dans l'incapacité d'agir correctement sur les commandes ; blocage accidentel voire rupture de celles-ci (Leo Stevens) ; effet gyroscopique du moteur rotatif Gnome, qui peut, lancé à grande vitesse, transformer une action latérale en cabré ou en piqué soudain.
Dans une interview donnée une semaine après l'accident, son instructeur André Houpert dit avoir recueilli de la bouche du mécanicien qui assistait Miss Quimby l'assurance qu'aussi bien elle que l'avion étaient en parfait état de vol. Il ne sache pas qu'elle eût jamais perdu le contrôle d'elle-même et estime que le plus probable est qu'il soit arrivé quelque chose à son passager. Revenant sur l'accident un mois plus tard, Leo Stevens exclut tout aussi catégoriquement qu'une rafale ait pu faire perdre le contrôle de l'avion à sa pilote, qu'elle ait pu céder à la panique ou qu'elle se soit évanouie. Dans le même article, P. Peck et G. Martin tirent argument du fait que l'avion vide finit par rejoindre l'eau en ligne de vol pour réfuter l'hypothèse d'un blocage des commandes alors qu'Earle L. Ovington affirme avoir observé sur l'épave que les câbles de direction bâbord s'étaient pris dans la partie inférieure du levier de gauchissement, différent de la « cloche » habituelle des Blériot. G. Martin déclare pour sa part que ni lui, ni Peck n'ont rien observé de tel sur l'épave et que cet après-midi là l'air était calme. Stevens met finalement l'accident sur le compte d'un mouvement intempestif du passager qui aurait déséquilibré l'avion, montrant à quel point les contemporains savaient celui-ci instable. Sans exclure que différentes causes aient pu se cumuler, Walter H. Phipps enfonce le clou en insistant sur le caractère intrinsèquement dangereux du centrage arrière, particulièrement accentué sur le Blériot XI 2 du fait de la position reculée du passager. Le plan fixe arrière devenant de plus en plus porteur lorsque l'avion pique, le défaut de stabilité longitudinale peut devenir, au-delà d'une certaine vitesse, incoercible.
Harriet Quimby fut enterrée, à New-York, dans la robe blanche qu'elle comptait porter à un banquet prévu en son honneur. On ne sait pas ce que sont devenus sa tenue de vol violette et les bijoux porte-bonheur qu'elle emportait toujours en vol.

## Postérité
L'accident fatal de l'aviatrice fit la une des journaux américains, soulevant une émotion sensible également en France, malgré l'imprécision des informations disponibles (qui fit situer à la plupart des journaux français l'accident en Angleterre),. Ainsi Frantz Reichel écrit-il dans le Figaro : « Miss Henriette Quimby était âgée de vingt-six ans ; elle était délicieusement belle, et par la beauté des traits, et par l'intelligence et la franchise brave de l'expression. Elle était journaliste, avait du talent, de ce talent élégant, sentimental et pittoresque si particulier aux femmes qui s'adonnent au reportage. Elle s'était essentiellement consacrée à la critique d'art. »
Malgré sa disparition à l'âge de 37 ans, Harriet Quimby eut un impact important sur le rôle des femmes dans l'aviation aux États-Unis. Amelia Earhart, qui fut en 1928 la première femme à traverser l'Atlantique en avion puis, en 1932, la première à le traverser en solo, écrivit notamment : « Pour traverser la Manche en 1912, sans aucun des instruments modernes, sur un avion qui était à peine plus qu'un cadre auquel on avait rajouté des ailes et un moteur, et un avion sur lequel, de surcroît, elle n'avait aucun entraînement, il fallait plus de cran et d'adresse que pour traverser l'Atlantique aujourd'hui ... Nous devons nous en souvenir, lorsque nous pensons à ce qu'accomplirent les premières aviatrices américaines ».
Un timbre-poste à son effigie est émis par le United States Postal Service le 27 avril 1991.
Une salle du musée d'histoire locale d'Arcadia est consacrée au souvenir d'Harriet Quimby.
En 2023, une place dans la commune d'Équihen-Plage prend son nom pour lui rendre hommage.